# Sophie Vann Guillon
Sophie Vann Guillon (1964) és una directiva empresarial. L'any 2000 va incorporar-se al Grup Valmont, una companyia de cosmética de luxe suïssa adquirida el 1985 per Didier Guillon, el seu espòs. N'és l'executiva en cap i directora creativa.
Va formar-se en màrqueting i, abans d'incorporar-se a Valmont, havia treballat en les divisions de perfumeria d'Oscar de la Renta i Yves Saint Laurent. El 2025 fou inclosa a la llista Forbes de les 100 dones més influents de Catalunya.